# Harbin Y-12
L'Harbin Y-12 è un aereo da trasporto multiruolo, bimotore turboelica e monoplano ad ala alta sviluppato dall'azienda aeronautica cinese Harbin Aircraft Manufacturing Corporation negli anni ottanta e commercializzato, nelle sue varie versioni, per impieghi sia nell'aviazione commerciale civile, come aereo di linea e cargo a corto raggio, sia per uso militare.

## Storia del progetto
All'inizio degli anni ottanta la Harbin decise di avviare lo sviluppo di un nuovo modello da destinare al mercato del trasporto civile. A questo scopo il proprio ufficio tecnico nel 1980 modificò una cellula del precedente Harbin Y-11, identificandola con la denominazione Y-11T, progetto che presentava numerosi miglioramenti, tra cui un'ala riprogettata con una nuova sezione a bassa resistenza, una fusoliera più grande e una costruzione con elementi privi di rivettatura.
Al primo prototipo seguirono circa 30 esemplari di Y-12 (I) di produzione in serie prima che fosse introdotta una prima versione evoluta, che assunse la designazione Y-12 (II), la quale presentava motori più potenti e la rimozione degli ipersostentatori sul bordo d'attacco (slat). Questa versione volò per la prima volta il 16 agosto 1984, ricevendo il certificato di tipo dall'amministrazione dell'aviazione civile della Cina nel dicembre dell'anno successivo. La propulsione era affidata ad una coppia di motori turboelica Pratt & Whitney Canada PT6A-27 abbinati a eliche Hartzell. In quella versione, l'Y-12 raggiungeva un valore di peso massimo al decollo pari a 5700 kg con il carico di diciassette passeggeri e due membri dell'equipaggio, e venne utilizzato come aereo di linea passeggeri e merci a corto raggio.
L'ultimo sviluppo fu la versione Y-12F, che introdusse molte innovazioni tecnologiche tali da considerarlo quasi un nuovo progetto: nuove ali, nuovo carrello d'atterraggio, ora completamente retrattile, nuova fusoliera, equipaggiato con la versione più potente dei motori Pratt & Whitney Canada, consentendo al modello un maggiore carico utile e un incremento nell'autonomia. L'Y-12F fece il suo volo inaugurale il 29 dicembre 2010, ricevendo la certificazione dall'ente nazionale cinese (CAAC) il 10 dicembre 2015, al quale seguì quello dell'ente federale statunitense, la Federal Aviation Administration (FAA), il successivo 22 febbraio 2016. Nel 2015 la compagnia aerea Kenmore Air ha annunciato che avrebbero iniziato lo sviluppo di galleggianti al fine di ottenere la certificazione FAA per una sua variante idrovolante a scarponi. L'Y-12 completò le prove di volo per sottoporre alle valutazioni FAA del proprio sistema di controllo automatico di volo il 30 giugno 2018, ottenendo parere positivo dall'AVIC Harbin Aircraft Industry Company Ltd (AVIC HAFEI).

## Versioni

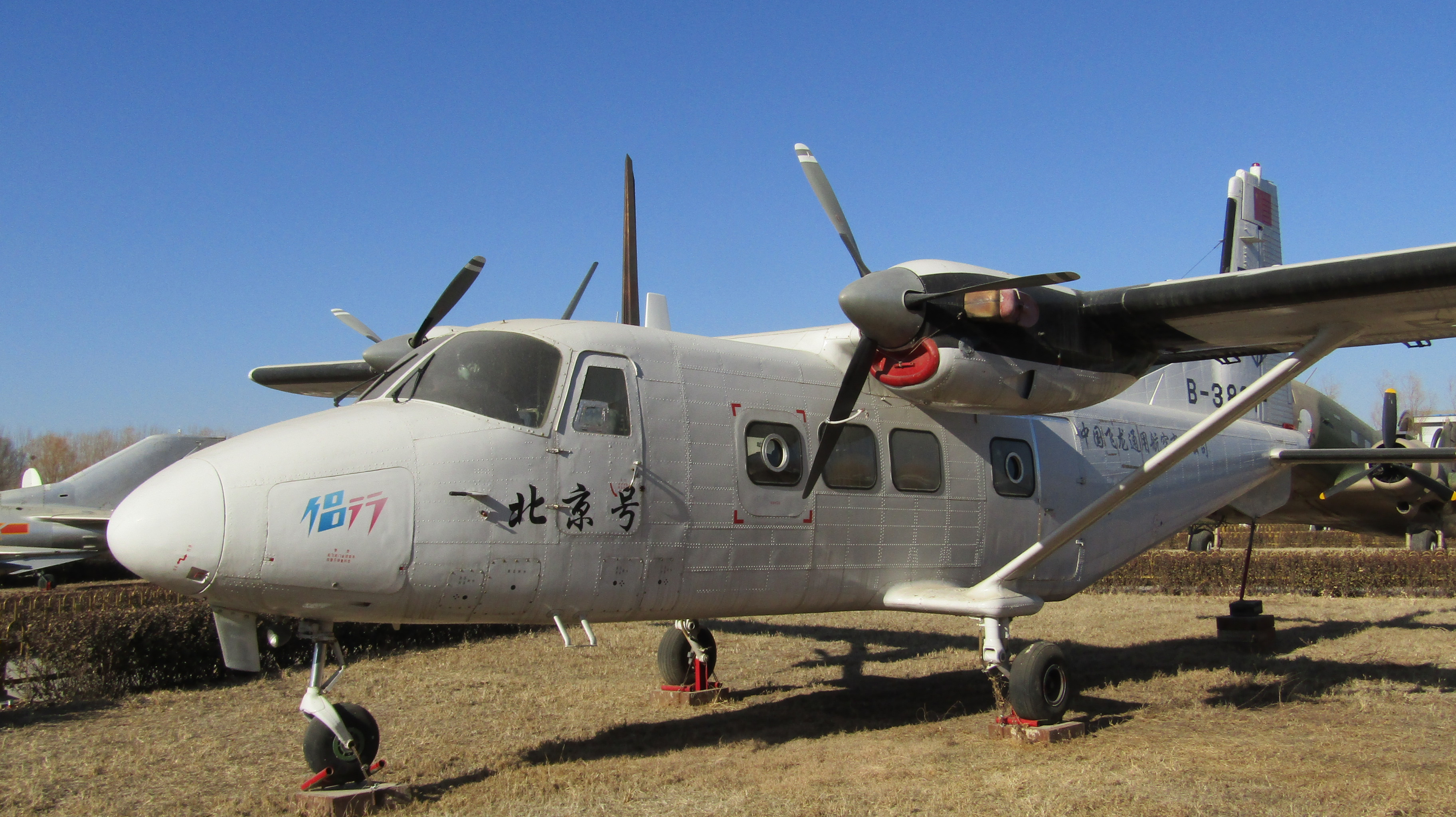
Harbin Y-12 (II) esposto al China Aviation Museum, di Beijing

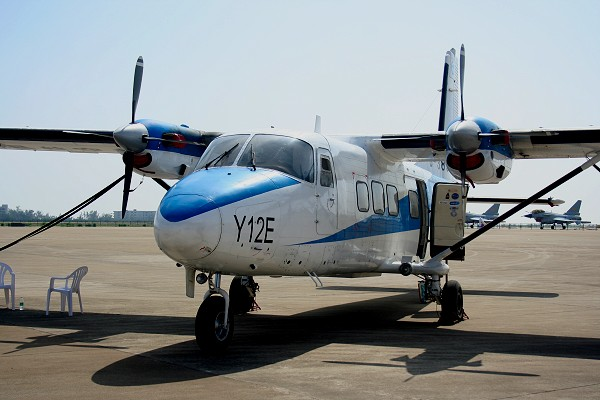
Harbin Y-12E

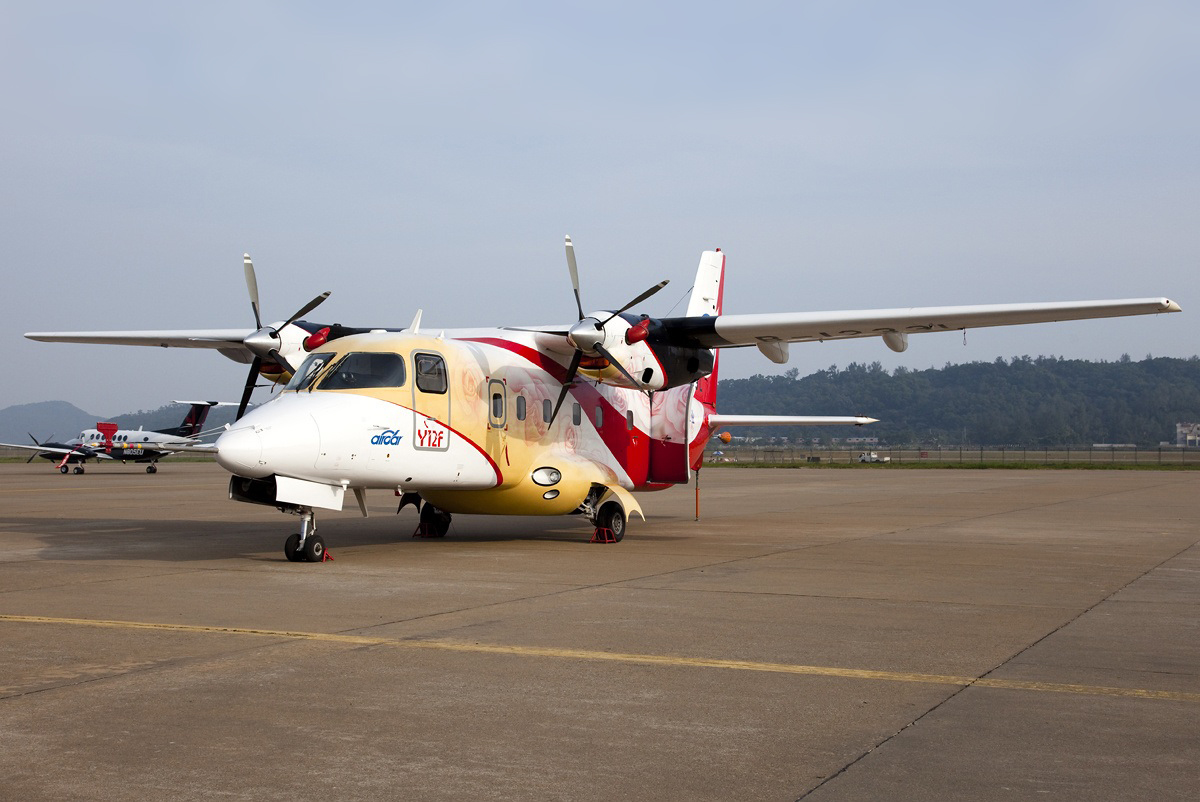
Harbin Y-12F

Y-12 (I)
prototipo, bimotore utility/da trasporto STOL motorizzato con una coppia di motori turboelica Pratt & Whitney Canada PT6A-11 da 500 shp (373 kW).
Y-12 (II)
equipaggiato con una coppia di più potenti PT6A-27.
Y-12 (III)
versione pianificata motorizzata con una coppia di turboelica WJ-9. Evolutosi nel Y-12C a causa del successo della versione IV quando lo sviluppo del WJ-9 fu completato.
Y-12 (IV)
versione migliorata. Estremità alari riviste, con apertura alare portata a 19,2 m e aumento del peso al decollo; capienza, 19 passeggeri. Questa versione fu la prima della serie ad ottenere il certificato di tipo dalla statunitense Federal Aviation Administration (FAA) nel 1995.
Y-12C
sostanzialmente versione (IV) motorizzata con i turboelica WJ-9, utilizzata dall'aeronautica militare cinese per missioni di sorveglianza aerea.
Y-12D
versione militare destinata al mercato nazionale, equipaggiata con motori potenziati azionanti eliche quadripala, utilizzata dai reparti aerotrasportati dell'esercito cinese per l'addestramento con il paracadute.
Y-12E
variante con zona passeggeri con 18 posti a sedere, equipaggiata con i turboelica PT6A-135A, versione di uguale potenza ma maggiore coppia motrice con eliche quadripala. Questa versione è stata certificata dalla FAA nel 2006.
Y-12F
ultimo sviluppo, versione quasi totalmente riprogettata: fusoliera più ampia, nuove ali, carrello d'atterraggio retrattile e motori PT6A-65B più potenti. L'Y-12F ha una velocità di crociera più elevata, una raggio d'azione più esteso e può ospitare 19 passeggeri o 3 container LD3. La progettazione è iniziata nell'aprile 2005 e il volo inaugurale venne compiuto il 29 dicembre 2010. Esposto al pubblico già durante l'edizione 2012 del China International Aviation & Aerospace Exhibition, ottenne ufficialmente la certificazione dall'amministrazione dell'aviazione civile della Cina il 10 dicembre 2015, quella FAA il successivo 22 febbraio 2016, mentre il 30 giugno 2018, sempre da parte della FAA, superò anche le prove per il suo sistema di controllo automatico di volo.
Y-12G
versione cargo dell'Y-12F, solo pianificata.
Turbo Panda
denominazione per la versione (II) destinata all'esportazione, marchio utilizzato dalle compagnie aeree britanniche e giapponesi. Nessun ordine reale a causa della mancanza di certificazione di aeronavigabilità.
Twin Panda
denominazione della versione originale (II) per l'esportazione, in seguito utilizzata per un Y-12 (IV) modificato, motorizzato Pratt & Whitney Canada PT6A-34 e dotato di struttura irrobustita, avionica e interni aggiornati. Secondo quanto riferito, ricevette 35 ordini entro il 2000, tuttavia la produzione non è proseguita.

## Utilizzatori

### Civili
(lista parziale)
 Nepal
- Nepal Airlines

### Governativi
Costa Rica
- Servicio de Vigilancia Aérea - Fuerza Pública

2 Y-12E consegnati nel 2016 e tutti ritirati dal servizio nel 2023.
 Perù
- Policía Nacional del Perú

### Militari
(lista parziale)
 Birmania
- Tatmadaw Lei

2 aerei consegnati e tutti in servizio al dicembre 2016.
 Cambogia
- Kangtorp Akas Khemarak Phumin

2 Y-12-II consegnati ed in servizio al settembre 2017.
 Camerun
- Armée de l'Air du Cameroun

1 consegnato ed in servizio all'ottobre 2017.
 Cina
- Zhongguo Renmin Jiefangjun Kongjun

30 esemplari consegnati, 17 in servizio al maggio 2018.
 Eritrea
- Eritrean Air Force

4 Y-12II consegnati e tutti in servizio al novembre 2019.
 Gibuti
- Force Aérienne du Djibouti

2 Y-12E consegnati il 13 luglio 2016, e tutti in servizio al dicembre 2020.
 Guyana
- Guyana Defence Force

1 Y-12 Turbo Panda consegnato ed in servizio all'agosto 2021.
 Kenya
- Kenya Air Force

12 consegnati tra il 1997 ed il 2000, di cui uno è stato modificato per la ricognizione fotografica. La KAF ha dal 2006 al 2021 ha perso 4 aerei, rispettivamente il 10 aprile 2006, il 12 maggio 2014, il 4 agosto 2020 e l'ultimo il 12 gennaio 2021.
 Mali
- Force aérienne de la République du Mali

2 Y-12-200 ordinati e consegnati ad ottobre 2017 e tutti in servizio al maggio 2018
 Mauritania
- Force aérienne de la République Islamique de Mauritanie

1 Y-12I consegnato.
 Namibia
- Namibian Air Force

2 Y-12-II ordinati e consegnati nel dicembre 1997.
 Pakistan
- Fi'saia Pakistana

6 Y-12 acquistati nel 1996-1997 e tutti in servizio al febbraio 2019.
 Sri Lanka
- Aeronautica militare dello Sri Lanka

9 Y-12 Mk. II e 2 Y-12 Mk. IV consegnati tra il novembre del 1986 e il dicembre del 2009, tre dei quali si sono schiantati ed uno è immagazzinato in attesa di revisione. Ulteriori 2 Y-12 Mk. IV ordinati il 19 giugno 2023 e consegnati nel dicembre dello stesso anno.
 Zambia
- Zambia Air Force

10 tra Y-12-II e Y-12-IV consegnati tra il marzo del 1994 ed il luglio del 2006, con tre esemplari persi per incidenti il 16 ottobre 2010, il 18 maggio 2005 ed il 26 gennaio 2021.

## Velivoli comparabili
Australia
- GAF Nomad;

 Israele
- IAI Arava;

 Polonia
- PZL-Mielec M-28;

 Spagna
- CASA C-212 Aviocar;

### Riviste
- Hoyle, Craig. "World Air Forces Directory". Flight International. Vol. 182, No. 5321, 11–17 December 2012, pp. 40–64. ISSN 0015-3710 (WC · ACNP).
- Hoyle, Craig. "World Air Forces Directory". Flight International. Vol. 190, No. 5566, 6–12 December 2016, pp. 22–53. ISSN 0015-3710 (WC · ACNP).
- Thisdell, Dan and Fafard, Antoine. "World Airliner Census". Flight International. Vol. 190, No. 5550, 9–15 August 2016, pp. 20–43. ISSN 0015-3710 (WC · ACNP).